# Denis Colin (musicien)
Pour les articles homonymes, voir Denis Colin (homonymie) et Colin.
Denis Colin est clarinettiste basse et compositeur. Il est né le 24 juillet 1956 à Vanves.

## Biographie
Après des études de clarinette au conservatoire de Versailles, il s'oriente vers le jazz, participe à un stage avec le saxophoniste Steve Lacy et fait ses premiers pas aux côtés d'Alan Silva.
Il dirige l'IACP (Institute for Artistic and Cultural Perception) de 1979 à 1982 et enseigne le jazz au conservatoire de Montreuil-sous-Bois.
Il se produit avec divers groupes et divers artistes : Celestrial Communication Orchestra, Texture avec le saxophoniste François Cotinaud, Bekummernis dirigé par Luc Le Masne, François Tusques, "Transes Européennes Orchestra" de Pablo Cueco et  Patricio Villarroel, Archie Shepp, etc.
Il écrit de la musique pour le théâtre (Cie Tuchenn) et pour le cinéma (Florence Miailhe).
En 1991, il crée un trio avec Didier Petit (violoncelle) et Pablo Cueco (zarb) et explore musiques du monde et free jazz. Le trio s'élargit en 1995 avec Bruno Girard ou Régis Huby (violon) et Camel Zekri (guitare) pour former les Arpenteurs. En 1991, Denis Colin a également joué en duo avec Theo Jörgensmann en Allemagne et en France.
En 2000, Denis Colin répond à une commande de Radio France en créant Dans les cordes, une pièce pour une dizaine de musiciens.
En 2001, le trio se redessine à nouveau en rencontrant des musiciens de la scène de Minneapolis pour l'enregistrement d'un album Something in Common autour de la musique afro-américaine. L'aventure se poursuit en 2005 avec la chanteuse Gwen Matthews, qui débouche sur la réalisation d’un second album aux États-Unis.
En 2008, Denis Colin s'entoure d'une nouvelle équipe, plus jeune, et créé un groupe à géométrie variable : la Société des Arpenteurs.
En 2012, il commence une nouvelle aventure musicale et humaine : Univers Nino, hommage à Nino Ferrer avec la chanteuse Ornette.

## Discographie
- Portrait for a small woman, avec Alan Silva Celestrial Communication Orchestra, IACP, 1978;
- Desert Mirage, avec Alan Silva Celestrial Communication Orchestra, IACP, 1982;
- Texture sextet, avec François Cotinaud, 1981,
- Polygames, avec François Cotinaud, 1983;
- Clarinette basse Seul, 1990 ;
- Trois, 1992 ;
- In situ à Banlieues Bleues, 1994 ;
- Fluide, 1997 ;
- Étude de terrain, 1999 ;
- Something in Common, 2001 [1] ;
- Song for Swans, 2005 ;
- Subject to change, 2009;
- Subject to live", 2011;
- Univers Nino, Avec Ornette (Cristal, 2014). Hommage à Nino Ferrer;
- Quiet men, avec Denis Colin (clarinettes basse et contralto), Pablo Cueco (zarb), Simon Drappier (arpeggione), Julien Omé (guitare) , 2019.

## Filmographie
- LE CABINET DU DOCTEUR CALIGARI (R. WIENE - Film muet de 1920), 2016
- Au premier dimanche d'août, 2002 ‧ Court métrage/Animation ‧ 11 min
- Les oiseaux blancs, les oiseaux noirs, 2003 ‧ Court métrage/Animation ‧ 4 min
- Conte De Quartier, 2006 ‧ Court métrage/Animation ‧ 15 min
- Matières À Rêver, 2009 ‧ Court métrage/Animation ‧ 6 min